# Pomnik Wojciecha Korfantego w Warszawie
Pomnik Wojciecha Korfantego – monument u zbiegu Al. Ujazdowskich i ul. Agrykola w Warszawie, upamiętniający  Wojciecha Korfantego, polskiego przywódcę narodowego Górnego Śląska.

## Historia
W 2014 Rada Miasta st. Warszawy zdecydowała, że pomnik Wojciecha Korfantego stanie na Trakcie Królewskim. W marcu 2018 podpisano porozumienie między m.st. Warszawą, a miastami Górnego Śląska w sprawie finansowania budowy pomnika. 4 czerwca 2018 ogłoszono konkurs na projekt pomnika na który wpłynęło 11 projektów. Konkurs rozstrzygnięto 16 października 2018. Zwycięską pracą został projekt autorstwa Karola Badyny. 
Pomnik wykonano z patynowanego brązu i przedstawia Wojciecha Korfantego wspartego o postument (w założeniu autora ma to symbolizować, iż Wojciech Korfanty nigdy za życia nie został postawiony na piedestale). Umieszczono na nim napis „Wojciech Korfanty 1873–1939, polityk, chrześcijański demokrata. 
Monument stanął przy Trakcie Królewskim, u zbiegu Al. Ujazdowskich i ul. Agrykoli w pobliżu pomników innych „Ojców polskiej niepodległości”  – marsz. Józefa Piłsudskiego, Wincentego Witosa, Ignacego Jana Paderewskiego, Romana Dmowskiego i Ignacego Daszyńskiego. Odsłonięcie nastąpiło 25 października 2019 w 101. rocznicę słynnego przemówienia śląskiego polityka w Reichstagu. W uroczystości wzięli udział m.in. prezydent Andrzej Duda, premier Mateusz Morawiecki, prezydent Warszawy Rafał Trzaskowski oraz wnuk Korfantego Feliks Korfanty.
Pomnik powstał z budżetu m.st. Warszawy oraz składek śląskich miejscowości: Bytomia, Chorzowa, Mikołowa, Piekar Śląskich, Radzionkowa, Rudy Śląskiej, Siemianowic, Świerklańca, Tarnowskich Gór, Wyrów i Zabrza.